# Angelica Costello
Angelica Costello (Plattsburgh, Nueva York; 5 de junio de 1978) es una actriz pornográfica estadounidense, que fue Penthouse Pet de la revista Penthouse del mes de junio de 1999. A veces aparece acreditada como Venus.
Ha aparecido en por lo menos 350 películas para adultos, incluyendo muchos vídeos de fetichismo sexual; siendo su debut en la película Dirty Debutantes de las series de Ed Powers, luego de ser nombrada como Penthouse Pet. Su página web oficial señala que su origen étnico es italiano y nativo americano.
En 2004 apareció como "Miss Twatson" en Max Faktor 9, dirigida y protagonizada por Max Hardcore. El vídeo incluye a Costello en escenas hardcore, bebiendo orina y vomitando varias veces, así como siendo abofeteada, escupida y pasando por dolorosas sesiones de fisting.

## Premios
- 2005 Premios AVN por Mejor Pareja en Escena de Sexo (Video)–Stuntgirl (con Manuel Ferrara).[2]
- 2005 Premios AVN por mejor Escena de Sexo en Grupo - Video por Orgy World 7 (con Ariana Jollee, Tyler Knight, Byron Long, Julian St. Jox y otros).[3]